# Limpias
Limpias è un comune spagnolo di 1.648 abitanti situato nella comunità autonoma della Cantabria, comarca di Asón-Agüera.  Il comune è costituito dai due nuclei abitati di Seňa e Limpias, che è il capoluogo, e dista 54 km da Santander, capitale della regione autonoma.
Il paese di Limpias si trova sulle rive dell'estuario del fiume Ason che forma la ria de Limpias, sulla strada che congiunge la Meseta con Laredo. Il territorio municipale, di tipo collinare, va dal mare alla massima altitudine di 311 metri ed è favorito dalla sua posizione fra Laredo e Bilbao. Il suo porto detto Puerto del Rivero nella Ria de Limpias, nel golfo di Biscaglia, oggi è inattivo, ma ebbe notevole importanza nel passato.
L'economia del paese, anche se in minima parte legata all'allevamento del bestiame, è basata sulle piccole aziende e sul turismo. La ripartizione della popolazione attiva sulla base dell'impiego indica nel 6% la quota di persone addette al settore primario, il settore secondario (industria e artigianato) occupa il 24,4%, l'edilizia il 20% e il settore terziario il 49,5. Quest'ultimo settore è costituito principalmente di servizi al turismo religioso. Esiste infatti nella chiesa di San Pietro una statua lignea policroma miracolosa di Cristo in agonia che è oggetto di culto e di pellegrinaggi. Questa statua, portata da Cadice da un nobile del luogo, ed esposta in chiesa, fu vista muovere gli occhi da una bambina. Il fatto fu confermato da molte altre persone e dai Cappuccini di Escalante che dissero anche di avere notato sul viso il sudore dell'agonia. In seguito il miracolo si sarebbe ripetuto anche con l'emissione di lacrime e sangue.
La demografia del paese ha seguito un andamento altalenante e attualmente il numero degli abitanti è di poco inferiore a quello registrato agli inizi del XX secolo, nel corso del quale raggiunse il massimo di 2.005 unità nel 1950 e il minimo di 1.166 nel 1981. Il tasso di attività è del 52,4% pressappoco uguale al valore medio della Cantabria che risulta essere il 52,5%, il tasso di non occupazione è il 10% inferiore al 14,2% tasso medio della Cantabria.
L'età media della popolazione è calcolata in 41 anni.

## Storia
Nella Cueva del Cruelo, grotta esistente nel territorio comunale, e in altri siti preistorici nei comuni vicini si sono trovati oggetti di ceramica dell'età del bronzo indice di presenza umana in quel periodo. Il nucleo originale di Limpias fu il paese di Coabab che prima del XII secolo fece parte del territorio di una tribù celtibera.
In seguito fu un abitato formatosi attorno al Monasterio de San Pedro. Non si sa bene da dove derivi il suo nome e le versioni sono diverse comunque tutte si rifanno alla limpieza (limpidezza) delle acque della ria ai cui bordi è situato il paese o delle acque termali di una sorgente idrominerale curativa molto apprezzata nel passato che esiste sul territorio. Fu soggetto poi alla famiglia Velasco essendo però territorio reale che, alla fine del XIV secolo, da parte di Enrico III fu dato assieme ad altri due paesi come garanzia di un prestito di 15.000 fiorini necessari per finanziare la guerra col Portogallo erogato al re dal suo maggiordomo maggiore Juan de Velasco. Gli abitanti di Limpias, che non volevano la signoria dei Velasco e temevano che il re non avrebbe estinto il debito lasciando al Velasco la caparra, assieme agli altri paesi riscattarono il prestito, versarono al re la somma, recuperando il realengo, cioè lo stato di dipendenza direttamente dal re e ottenendo il privilegio dei municipi della Biscaglia (Vizcaya) di non pagare imposte alla Corona. Il paese pertanto fu ammesso alle Juntas Generales del Señorio de Vizcaya. Questa situazione rimase inalterata fino alla prima metà del XIX secolo quando in Spagna fu abolito il sistema feudale.
La costruzione della strada fra Laredo e Bilbao fece partire lo sviluppo del paese e il suo porto importante la ria di Limpias è navigabile.  Nel XVI secolo fu utilizzato per l'esportazione di ferro, di legno e di frutta verso l'Inghilterra e le Fiandre, fu poi impiegato per l'esportazione nelle colonie americane del grano prodotto in Castiglia.
Con la perdita delle colonie nel XIX secolo i traffici con queste si ridussero in gran parte e il porto restò inattivo come è tuttora. Il fiorire del turismo religioso, la costruzione nella seconda metà del XIX secolo di un complesso scolastico di alta pedagogia come il Colegio de las Hermanas de Jesus nel 1861 e dei Padres Paùles nel 1900, ridiedero ossigeno all'economia locale.
Con decreto reale del 1868 Seña, che era sotto la giurisdizione di Laredo, fu integrata nel comune di Limpias, che così fu costituito dai due nuclei di Limpias e Seña come è attualmente.

## Monumenti e luoghi d'interesse
- Iglesia de San Pedro del 1500, dichiarata bene d'interesse culturale, contiene la famosa statua policroma in legno del Cristo in Agonia oggetto di venerazione e meta di pellegrinaggi.
- Ermita de la Piedad santuario del XVII secolo.
- Ermita de san Roque del XVIII secolo.
- Torre bajomedieval del 1440.
- Casa de Rucoba del XVI secolo.
- Casa de Juan Cosme de Albo del 1723.
- Vivienda de Roque del Rivero Palacio del 1733-34.
- Palacio del conde de Albo del XX secolo.
- Cueva del Cruelo.
- Reserva natural de las marismas de Santoña, Victoria y Joel .

## Feste
Oltre alle feste esclusivamente religiose di Natale, l'Epifania, della Settimana santa sono da citare le feste, sacre e profane insieme, di San Isidro Labrador del 15 maggio e di San Pedro Apostol il 29 giugno.